# 奥尔利亚盖
奥尔利亚盖（法語：Orliaguet，法語發音：[ɔʁljaɡɛ]）是法国多尔多涅省的一个旧市镇，位于该省东南部，属于萨拉拉卡内达区。2022年1月1日，奥尔利亚盖与邻近的2个市镇合并为新市镇佩克德莱斯佩朗斯。

## 地理
奥尔利亚盖（44°54'44"N, 1°21'56"E）面积9.23 平方千米，位于法国新阿基坦大区多爾多涅省，该省份为法国西南部内陆省份，是法國本土面积第三大的省，大致对应佩里戈尔地区，北起顺时针与夏朗德省、上维埃纳省、科雷兹省、洛特省、洛特-加龙省、吉倫特省和滨海夏朗德省接壤。
与奥尔利亚盖接壤的市镇（或旧市镇、城区）包括：佩克德莱斯佩朗斯。
奥尔利亚盖的时区为UTC+01:00、UTC+02:00（夏令时）。

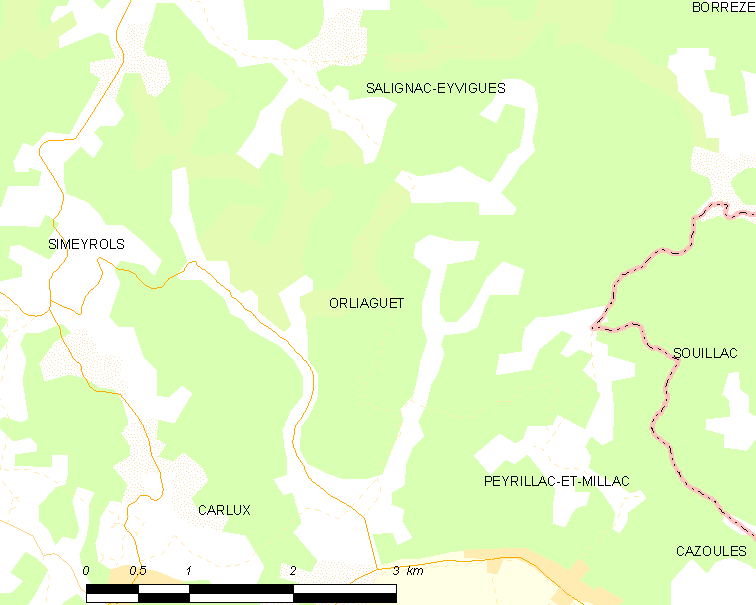
奥尔利亚盖的OSM定位图

## 行政
奥尔利亚盖的邮政编码为24370，INSEE市镇编码为24314。

## 政治
奥尔利亚盖所属的省级选区为泰拉松-拉维勒迪约县。

## 人口

1962-2008年间奥尔利亚盖人口变化图示

奥尔利亚盖于2019年1月1日时的人口数量为109人。